# National Jet Express
National Jet Express (zuvor Cobham Aviation Services Australia, zuvor National Jet Systems) ist eine australische Fluggesellschaft mit Sitz in Adelaide und Basis auf dem Flughafen Adelaide. Sie war eine Tochtergesellschaft der britischen Cobham plc und fliegt hauptsächlich unter der Marke QantasLink. Cobham Aviation wurde im Mai 2020 von Qantas Airways übernommen.

## Geschichte
Cobham Aviation wurde unter dem Namen National Jet Systems 1989 gegründet und begann den Flugbetrieb am 1. Juli 1990. Schon bald flog man Liniendienste im Auftrag von Australian Airlines unter dem Namen Airlink. Hauptsächlich wurden Ferienorte im Norden Australiens mit einer Flotte von BAe 146 angeflogen.
Nach der Übernahme von Australian Airlines durch Qantas wurde das Streckennetz beibehalten und 2005 begann der Flugbetrieb unter der Marke QantasLink mit Boeing 717-200. Dieser Vertrag lief zunächst bis 2012 und wurde zunächst bis 2018 verlängert. 2016 wurde der Vertrag wiederum um zehn Jahre, also bis 2026, verlängert.
2009 wurde National Jet Systems in Cobham Aviation Services Australia umbenannt.
Zum Unternehmen gehört auch die Tochtergesellschaft National Jet Express (kurz Jetex), die Frachtflüge für Australian Air Express durchführt sowie Surveillance Australia, die für das Border Protection Command operiert. Eine weitere Tochter namens Fleet Support, die für die Royal Australian Navy operierte, stellte 1996 den Betrieb ein.
Im Juli 2022 wurde Cobham an Regional Express verkauft und in National Jet Express umbenannt.

## Flugziele
National Jet Express bedient unter der Marke QantasLink zahlreiche Ziele innerhalb Australiens und bietet darüber hinaus auch Charterflüge an.

## Flotte

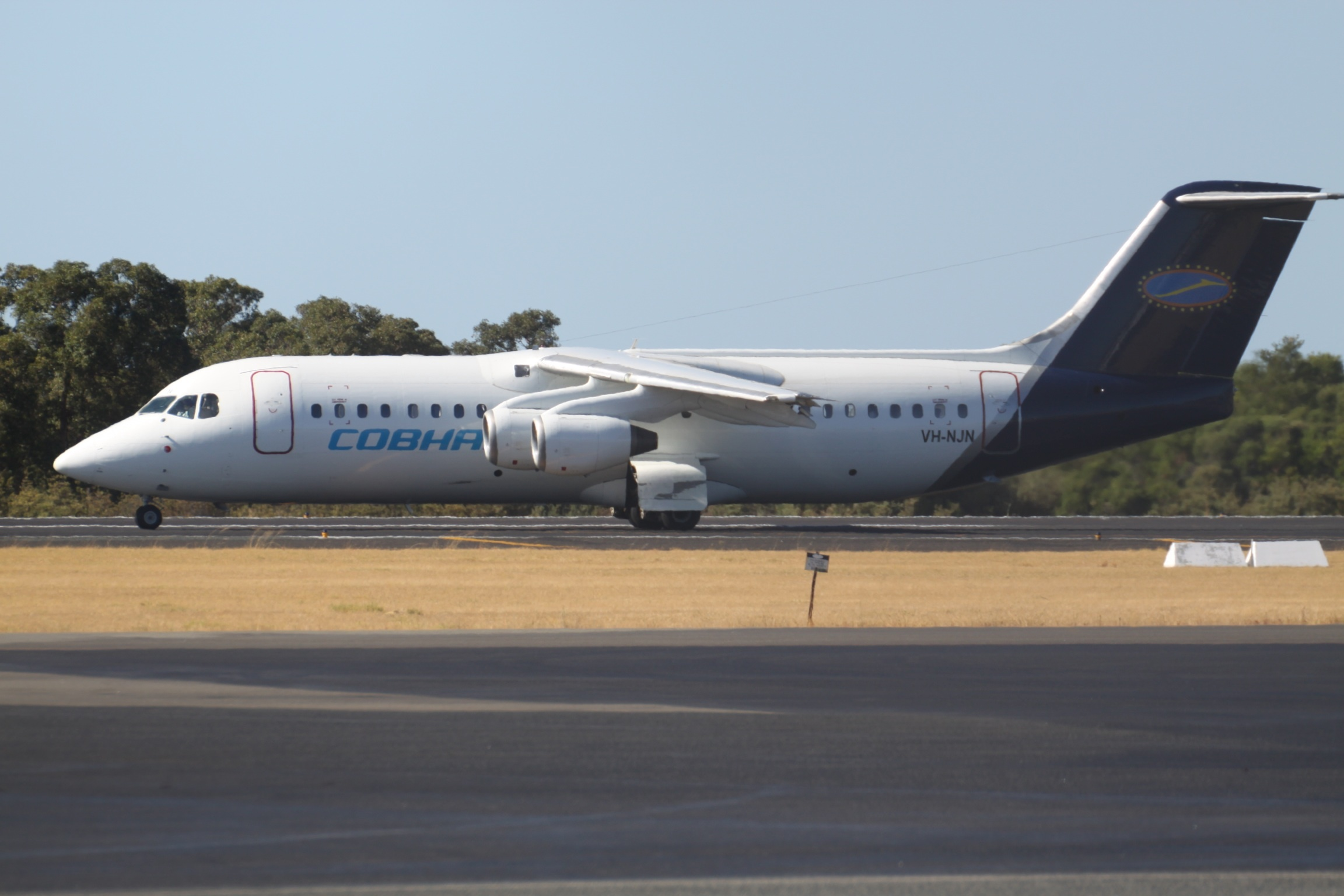
BAe 146-300 der Cobham Aviation

Mit Stand April 2025 besteht die Flotte der National Jet Express aus 23 Flugzeugen mit einem Durchschnittsalter von 16,9 Jahren:
| Flugzeugtyp                 | Anzahl | bestellt | Anmerkungen                                        | Sitzplätze | Durchschnittsalter (Februar 2024) |
| --------------------------- | ------ | -------- | -------------------------------------------------- | ---------- | --------------------------------- |
| British Aerospace 146-300QT | 04     |          | Frachtflugzeuge; drei betrieben für Qantas Freight | Cargo      | 34,8 Jahre                        |
| De Havilland DHC-8-400      | 11     |          |                                                    | 82 76      | 11,3 Jahre                        |
| Embraer ERJ-190             | 08     |          | eine inaktiv                                       | 110 104    | 15,7 Jahre                        |
| Gesamt                      | 23     | -        |                                                    |            | 16,9 Jahre                        |

### Ehemalige Flugzeugtypen
- Avro RJ85/100
- BAe 146-100/200
- De Havilland DHC-8-100
- De Havilland DHC-8-300